# Brynmawr
Pour la ville du Massachusetts, voir Bryn Mawr.
Brynmawr ou Bryn-mawr est une petite ville de marché du Blaenau Gwent, dans le sud-est du pays de Galles.

## Toponymie
Le nom Brynmawr signifie « grande colline » en gallois, de bryn « colline, mont » et mawr « grand ». Ce toponyme apparaît au début du XIXe siècle ; avant cette date, la localité porte le nom de Gwaun-helygen, désignant « la lande / tourbière du saule », du gallois gwaun « lande, tourbière » et helygen « saule ».

## Géographie
Brynmawr est située dans les South Wales Valleys (en), les vallées charbonnières du sud du pays de Galles. Les localités les plus proches sont Beaufort à l'ouest et Nantyglo (en) au sud. Elle constitue à la fois une communauté et un district électoral (ward), tous deux d'une superficie de 5,82 km2. Au recensement de 2011, Brynmawr comptait 5 530 habitants,.
La ville est desservie par la route A465 (en). Cet axe routier, qui longe les South Wales Valleys du côté septentrional, relie Bromyard, dans le Herefordshire, à Llandarcy (en), dans le borough de comté de Neath Port Talbot. La gare de Brynmawr (en), inaugurée en 1862, a fermé ses portes en 1963.

## Histoire
Le village historique de Gwaun-helygen connaît un fort développement au moment de la révolution industrielle. Au début du XIXe siècle, les fonderies de Nantyglo (en) comptent parmi les plus importantes de toute la Grande-Bretagne sous l'égide de l'homme d'affaires Crawshay Bailey (en) et les ouvriers qui y travaillent sont logés dans de nouvelles maisons construites plus haut dans la vallée, autour de Gwaun-helygen qui prend le nom de Brynmawr.
La population de la ville diminue avec le déclin de l'industrie du fer, qui commence dès les années 1870. Pendant la Grande Dépression, Brynmawr connaît un taux de chômage élevé. Elle est le cadre de l'expérience de Brynmawr (en), une tentative de redresser l'économie locale menée par un groupe de Quakers dans les années 1930.
Brynmawr appartient au comté du Brecknockshire jusqu'en 1974. Après cette date, le Local Government Act 1972 entre en force et la ville est rattachée au borough de Brecknock. Elle relève du borough de comté de Blaenau Gwent depuis 1996 et l'entrée en vigueur du Local Government (Wales) Act 1994.

## Patrimoine

### Lieux et monuments

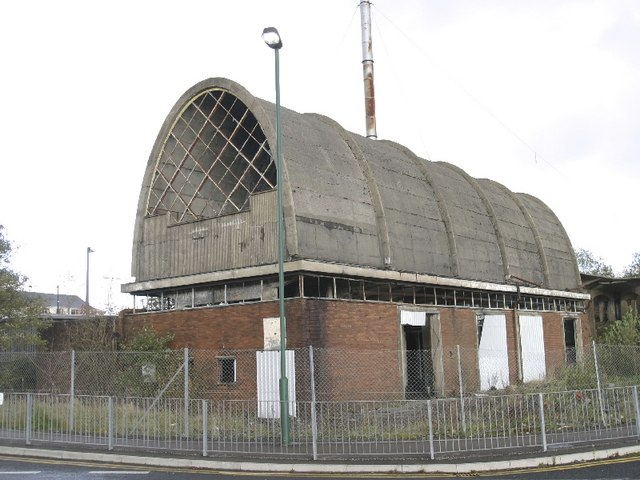
La chaudière de l'usine de caoutchouc de Brynmawr.

Après la Seconde Guerre mondiale, Brynmawr accueille une usine de caoutchouc (en) fondée à l'instigation de l'homme d'affaires James Grimston (en). Ses bâtiments, construits entre 1946 et 1951, sont conçus par le cabinet d'architectes Architects' Co-Partnership avec l'ingénieur Ove Arup. Leur forme inhabituelle, avec une série de neuf dômes surplombant l'espace de travail, vaut à l'usine de devenir un monument classé en 1986, quatre ans après sa fermeture. Elle est la première construction d'après-guerre à bénéficier de ce statut. Les bâtiments désaffectés sont détruits en 2001 malgré l'opposition de plusieurs organisations de protection du patrimoine pour laisser place à un quartier résidentiel et commercial.

### Personnalités liées
- Le journaliste Beriah Gwynfe Evans (en) (1848-1927) est né à Brynmawr[5].
- Le joueur de rugby à XIII Roy Francis (en) (1919-1989) est originaire de Brynmawr.
- Le catcheur Adrian Street (en) est né à Brynmawr en 1940.
- Le photographe et sculpteur Mac Adams est né à Brynmawr en 1943.
- La chanteuse Marina Lambrini Diamandis est née à Brynmawr en 1985.

## Jumelages
- Camors (France) depuis 2002[6].